# Водопьянов, Евгений Дмитриевич
Евгений Дмитриевич Водопья́нов (1910—1966) — советский инженер, конструктор стрелкового оружия.

## Биография
Родился в 1910 году в Джаркенте (ныне — Жаркент, Алма-Атинская область, Казахстан) в семье служащего.
Окончил среднюю школу (1928) и Ташкентский механический техникум (1931). В 1931—1933 годах служил в РККА в авиационных частях.
С 1933 году работал в Москве сначала инженером-конструктором на Первом механическом заводе Метростроя, затем в тресте крупноблочного строительства при Моссовете.
В 1940—1941 снова служил в РККА, участник советско-финской войны (1939—1940).

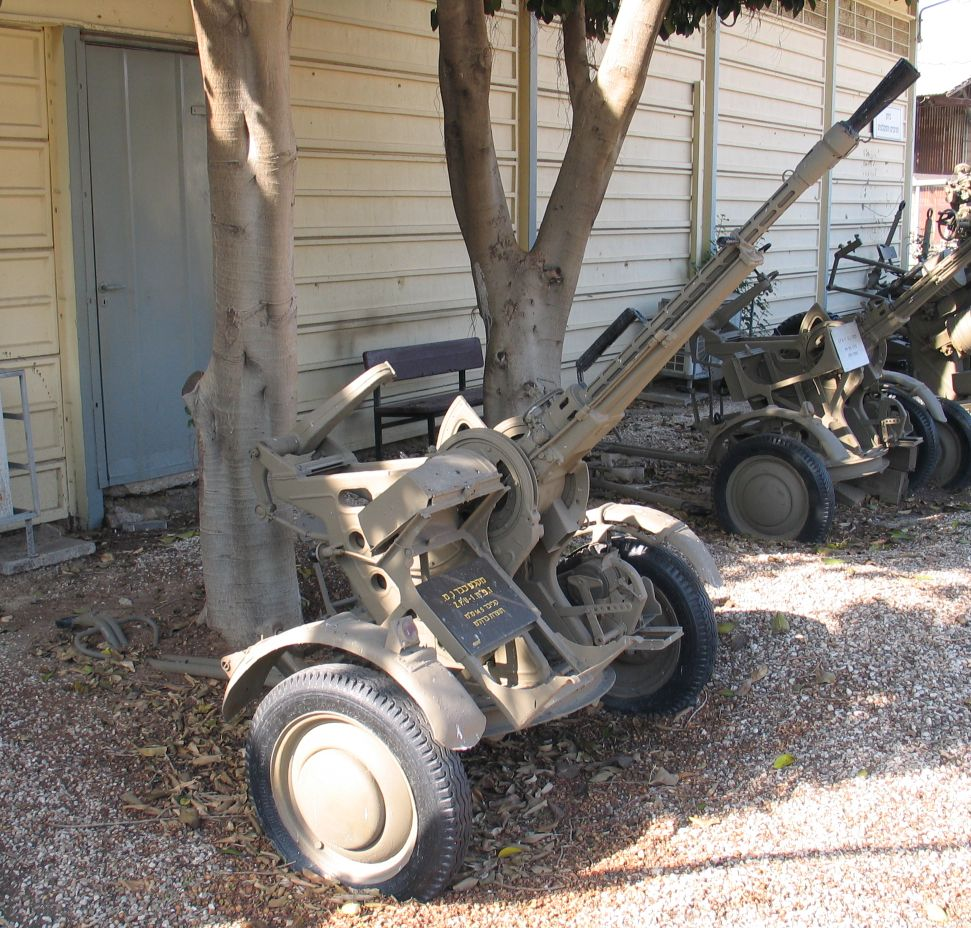
ЗПУ-1

В 1941—1966 годах работал инженером и старшим инженером-конструктором в КБ, с 1946 в НИТИ-40 (институт № 40).
Умер в 1966 году. Похоронен в Москве на Новодевичьем кладбище.

## Награды и премии
- Сталинская премия первой степени (1949) — за создание новых образцов оружия (ЗПУ-1).
- медали